# توماس نلسون جونیور
توماس نلسون جونیور (.Thomas Nelson Jr) (زادهٔ ۲۶ دسامبر ۱۷۳۸ – درگذشتهٔ ۴ ژانویه ۱۷۸۹)، سرباز و سیاستمدار آمریکایی اهل یورک‌تاون ویرجینیا بود و از بنیان‌گذاران ایالات متحده محسوب می‌شود. او علاوه بر خدمت در مجلس شورای ویرجینیا برای چندین دوره، دو بار نماینده ویرجینیا در کنگره قاره‌ای بود. در سال ۱۷۸۱، قانون‌گذاران ویرجینیا او را به عنوان فرماندار ایالت انتخاب کردند.
او به عنوان عضوی از هیئت نمایندگان ویرجینیا اعلامیه استقلال را امضاء کرد و در طول محاصره یورک‌تاون همگام با شبه‌نظامیان جنگید.

## اوان زندگی و خانوادگی
نلسون نوه توماس «اسکاچ تام» نلسون، مهاجری اهل کامبرلند انگلستان و یکی از مهاجران اولیه به یورک‌تاون بود. نلسون پسر در سال ۱۷۳۸ در یورک‌تاون به دنیا آمد؛ مادرش الیزابت کارتر بورول (دختر رابرت «شاه» کارتر و بیوه ناتانیل بورول) و پدرش ویلیام نلسون بود که یکی از رهبران مستعمره‌نشین بود و مدت کوتاهی به عنوان فرماندار خدمت کرد.
نلسون همچون بسیاری از ویرجینیایی‌های طبقه زارعین، برای تحصیلات راهی انگلستان شد. او قبل از ورود به کالج مسیح دانشگاه کمبریج در سال ۱۷۵۸، به مدرسه نیوکامز رفت. او در سال ۱۷۶۰ فارغ‌التحصیل شد و یک سال بعد به ویرجینیا بازگشت. نلسون یکی از اجداد توماس نلسون پیج و ویلیام نلسون پیج بود.

## مزرعه‌دار
نلسون پس از بازگشت به ویرجینیا، در بهره‌برداری از چندین مزرعه پدرش به او کمک کرد. این مزارع به نیروی کار برده‌های آفریقایی-آمریکایی متکی بود. پس از ازدواج با بیوه جوان، لوسی گریمز بورول، او املاکی را که از ازدواج نخست لوسی برای پسرانش باقی مانده بود را هم مدیریت کرد. باغستان کارتر که به پسرش ناتانیل بورول رسیده بود، نیز جزو این املاک بود.
در طول جنگ انقلابی آمریکا، نلسون ۵۴۰۰ جریب زمین و تعداد نامشخصی برده را در شهرستان پرنس ویلیام از لوئیس بورول که از نظر مالی در تنگنا قرار داشت (و در سال ۱۷۷۹ درگذشت) خریداری کرد.

## حرفه سیاسی
در سال ۱۷۶۱ رأی‌دهندگان شهرستان یورک، نلسون را که مردی جوان بود به عنوان نماینده در مجلس برگزس ویرجینیا انتخاب کردند؛ او در این سمت پاره‌وقت جانشین رابرت کارتر نیکلاس شد. او شش دورهٔ نخست خود را در کنار نماینده کهنه‌سرباز، دادلی دیگز سپری کرد.
از آنجا که ویرجینیایی‌ها از حکومت مستعمره‌ای ناراضی شدند، دیگز و نلسون در طول پنج کنوانسیون ویرجینیا قبل از ایالت شدن، به نمایندگی از شهرستان یورک انتخاب شدند: اولین کنوانسیون ویرجینیا (که در سال ۱۷۷۴ در ویلیامزبورگ تشکیل شد)، دومین کنوانسیون ویرجینیا (که در مارس ۱۷۷۵ در کلیسای یوهان مقدس در ریچموند برگزار شد)، سومین کنوانسیون ویرجینیا (که در تابستان ۱۷۷۵ در ریچموند تشکیل شد)، چهارمین کنوانسیون ویرجینیا (که در زمستان ۱۷۷۵–۱۷۷۶ در ریچموند و ویلیامزبورگ تشکیل شد که نلسون نتوانست در آن جلسه شرکت کند) و پنجمین کنوانسیون ویرجینیا که در تابستان ۱۷۷۶ در ویلیامزبورگ تشکیل شد (نلسون این کنوانسیون را در ماه مه ترک کرد تا در کنگره قاره‌ای شرکت کند).
دیگز در اولین جلسه غیر مستعمره‌ای مجلس نمایندگان ویرجینیا که در پاییز ۱۷۷۶ برگزار شد، به همراه کوربین گریفین نماینده شهرستان یورک بود. اما نلسون در انتخابات ۱۷۷۷ و ۱۷۷۸ به نمایندگی از شهرستان یورک در مجلس نمایندگان پیروز شد و آنجا در کنار جوزف پرنتیس مشغول به فعالیت شد. پرنتیس کرسی خود را در سال ۱۷۷۸ رها کرد تا در شورای ایالتی خدمت کند و در ۲۱ سپتامبر ۱۷۷۸ نلسون جایگزین او شد. در سال‌های ۱۷۷۹، ۱۷۸۰ و ۱۷۸۱ نلسون در کنار ویلیام رینولدز خدمت کرد و پس از این که در ژوئن ۱۷۸۱ به عنوان فرماندار ویرجینیا انتخاب شد، از کرسی قانون‌گذاری خود صرف نظر کرد.
نخستین دوره حضور نلسون در کنگره تا سال ۱۷۷۶ ادامه یافت و پس از آن یک دوره بیماری موجب شد تا برای دوره ۱۷۷۸–۱۷۷۹ استعفا دهد. پس از بهبودی، مجدداً انتخاب شد و یک سال دیگر خدمت کرد. نلسون در طول اولین عضویت خود در کنگره، در بهار ۱۷۷۶ به ویرجینیا بازگشت تا نقشی کلیدی در کنوانسیون قانون اساسی آنجا ایفا کند. او در تابستان همان سال به وقت به کنگره بازگشت تا اعلامیه استقلال را امضاء کند.
توماس نلسون یکی از اعضای کمیته سیزده نفره‌ای بود که در ۱۲ ژوئن ۱۷۷۶ در کنگره قاره‌ای منصوب شدند تا «فرم قانون اساسی را آماده و خلاصه کنند». آنها پیش‌نویس قانون اساسی اولیه را تهیه کردند.
او یک سرتیپ از شبه‌نظامیان ویرجینیای سفلی بود و به عنوان فرماندار ویرجینیا، جانشین توماس جفرسون شد (پس از ۹ روز حضور ویلیام فلمینگ به عنوان سرپرست فرمانداری). نلسون در آخرین محاصره یورک‌تاون حضور داشت.
بنا به روایتی، او از ژنرال جورج واشینگتن (یا در برخی روایات، از مارکی دو لافایت) خواست تا به خانه خودش یعنی خانه نلسون که ژنرال کورنوالیس در آن مستقر بود، فیر کند. او گفت که به اولین کسی که به خانه‌اش فیر کند، پنج سکه طلای گینی جایزه خواهد داد.
نلسون پس از اتمام دوره فعالیتش در سمت فرمانداری ویرجینیا، مجدداً در انتخابات مجلس نمایندگان ویرجینیا پیروز شد. او در کنار جوزف پرنتیس در مجامع ۱۷۸۲ و ۱۷۸۳ به نمایندگی از شهرستان یورک انتخاب شد، اما در مجمع سال ۱۷۸۴–۱۷۸۵ ناتانیل نلسون جایگزین او شد. او و پرنتیس در انتخابات بعدی پیروز شدند و دوباره در جلسات ۱۷۸۶–۱۷۸۷ و ۱۷۸۷–۱۷۸۸ خدمت کردند. در مجمع ۱۷۸۸ رابرت شیلد و ویلیام نلسون جایگزین آنها شدند.

## مرگ و تجلیل
او در خانه پسرش در شهرستان هانوفر ویرجینیا درگذشت و در ناحیه کلیسای گریس در یورک‌تاون به خاک سپرده شد. نلسون عضو کلیسای گریس بود.
سرهنگ اینس این چنین به او ادای احترام کرده‌است:
ژنرال برجسته توماس نلسون دیگر در بین ما نیست! او آخرین قرض بزرگ را در روز یکشنبه چهارم این ماه در ملک خود در هانوفر به طبیعت پرداخت. هر کسی که فضایل والا و زینت‌بخش زندگی این مرد بزرگ و نیکوکار را به خاطر می‌آورد، ناگزیر از فطرت انسان تمجید می‌کند. او به عنوان یک انسان، یک شهروند، یک قانون‌گذار و یک میهن‌پرست، رفتاری از خود نشان داد که خدشه‌ناپذیر بود و کاملاً نشان از ویژگی‌های اصیل دین واقعی، سخاوت کامل و سیاست لیبرال داشت. او که گرم‌ترین شعله عشق به آزادی مدنی و مذهبی را در دل داشت، یکی از نخستین افراد از آن گروه باشکوه میهن‌پرستان بود که تلاش‌هایش، دسیسه‌های استبداد بریتانیا را شکست داد و آنها را نقش بر آب کرد و آزادی و امپراتوری مستقل را به آمریکای متحد هدیه داد. در یکی از مهم‌ترین بحران‌ها، در جریان مبارزات اخیر برای آزادی آمریکا، زمانی که به نظر می‌رسید این ایالت صحنه رویارویی ارتش‌های متخاصم شده‌است، او با رای متفق‌القول قانون‌گذاران به فرمانداری نیروی سواره‌نظام فضیلت‌مند کشورش انتخاب شد؛ او در این سمت افتخارآمیز تا پایان جنگ باقی ماند؛ به عنوان یک سرباز، او به شدت خستگی‌ناپذیر و شجاع بود؛ در سختی‌ها مصمم و پرامید بود، از دیوار بلند درد و رنج بالا رفت و با مشکلات متعددی که به واسطه موقعیتش با آنها مواجه می‌شد، با ثبات و شجاعت مبارزه کرد. در سال به یاد ماندنی ۱۷۸۱، هنگامی که تمام نیروهای ارتش جنوب بریتانیا هجوم آوردند تا این ایالت را تسخیر کنند، او به سکان‌داری حکومت فراخوانده شد؛ این مقطعی بود که در واقع «روح آدمی را محک می‌زند».